# Echinopogon nutans
Echinopogon nutans är en gräsart som beskrevs av Charles Edward Hubbard. Echinopogon nutans ingår i släktet Echinopogon och familjen gräs. Inga underarter finns listade i Catalogue of Life.